# Indice de rugosité international

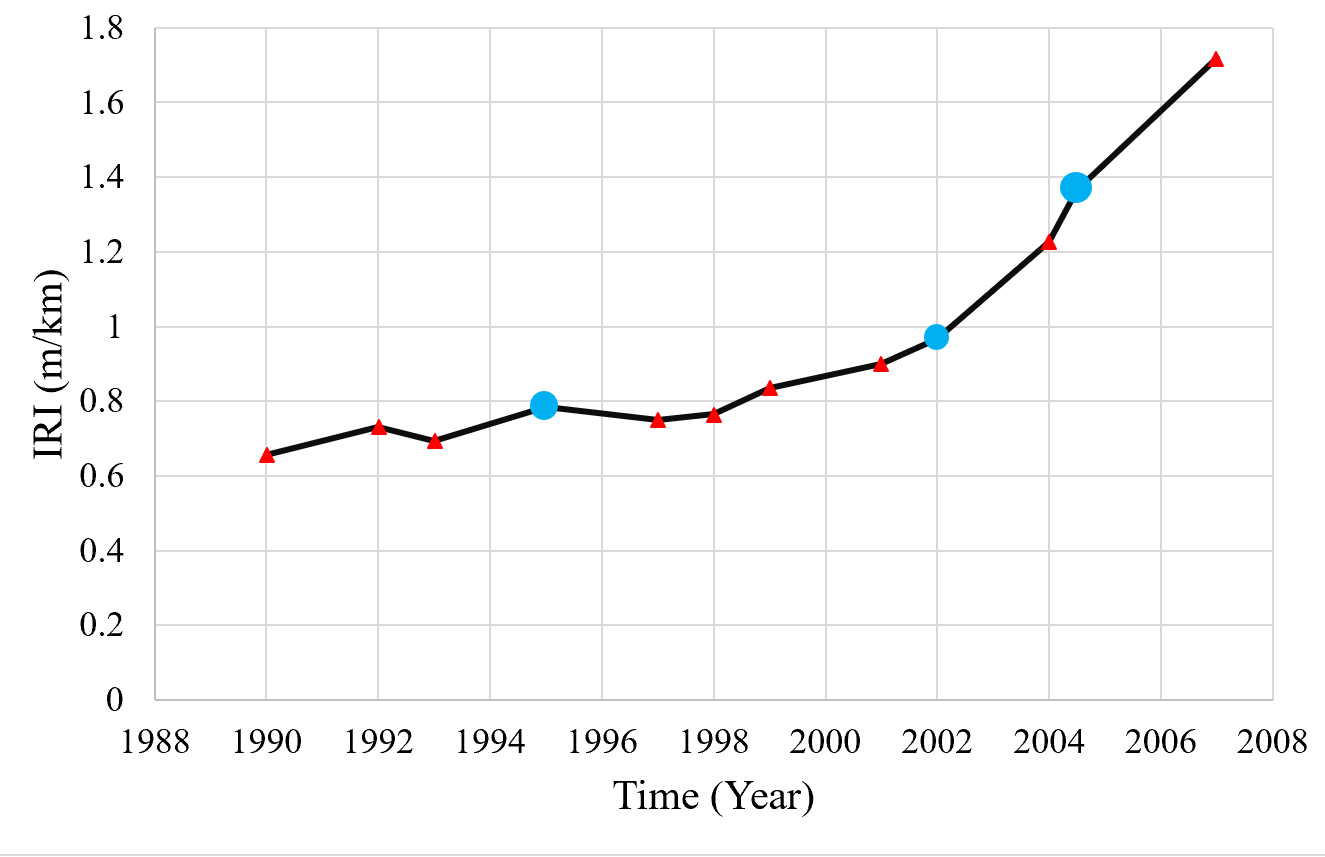
Augmentation de l'IRI d'une route du Texas au fil du temps (les points bleus correspondent à des opérations de maintenance).

L’Indice de rugosité international (anglais : International Roughness Index), ou IRI, est un indicateur de performance des routes qui mesure la rugosité des routes. L'IRI est mesuré en pouces par mile ou en mètre par kilomètre,. L'IRI est l'un des indicateurs de performance routière les plus courants avec l'indice d'état de la chaussée. L'IRI a une relation inverse avec le PCI. Un réseau avec un IRI élevé a généralement un PCI plus petit. Selon la FHWA, l'IRI d'une nouvelle chaussée en asphalte varie entre 0,8 et 1,03 m/km. Cependant, des valeurs plus faibles ont également été enregistrées.

## Histoire
Au début des années 1980, la communauté des ingénieurs routiers a identifié la rugosité des routes comme un indicateur important de la performance routière. Cependant, les méthodes existantes étaient très diverses et différentes,. Ainsi, la Banque mondiale a introduit l'indice de rugosité international en 1986. Cet indice a ensuite été normalisé par ASTM International.

## Collecte de données
La collecte de données pour l'IRI pourrait être menée de plusieurs manières: collecte manuelle de données à l'aide de la tige de nivellement et collecte automatique de données à l'aide de véhicules.